# Józefa Kantor

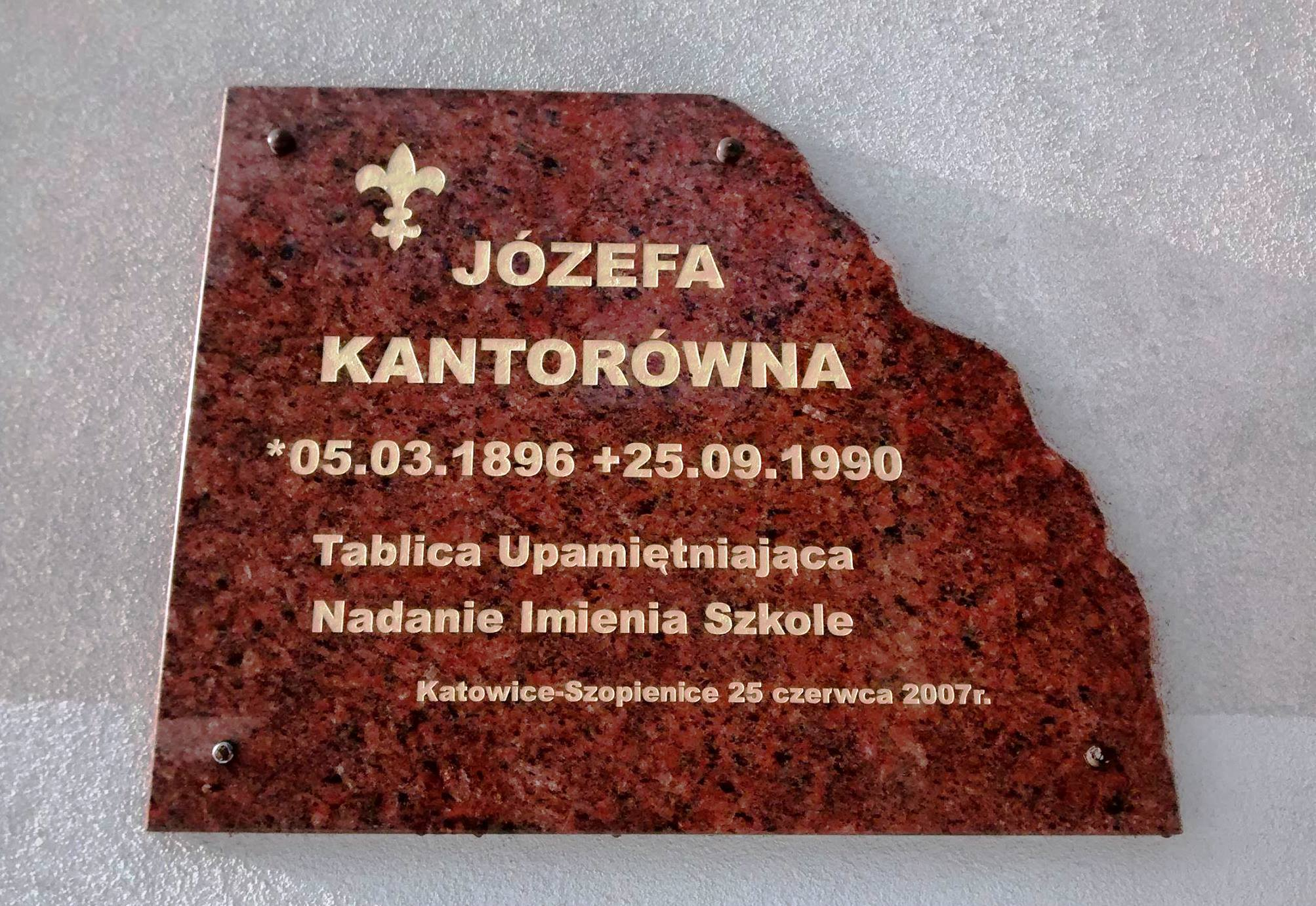
Tablica upamiętniająca Józefę Kantorównę na fasadzie budynku Szkoły Podstawowej nr 42 przy ul. Wiosny Ludów 22 w Katowicach-Szopienicach

Józefa Kantorówna ps. „Ziuta” (ur. 5 marca 1896 w Tarnowie, zm. 25 września 1990) – polska nauczycielka, harcmistrzyni, założycielka i drużynowa Tajnej Drużyny Starszych Harcerek „Mury” w obozie koncentracyjnym Ravensbrück.

## Życiorys
Urodziła się 5 marca 1896 w Tarnowie jako córka Franciszka oraz Antoniny z domu Jaworskiej, była piątym z siedmiorga rodzeństwa. Ojciec Józefy był urzędnikiem skarbowym, a matka zajmowała się domem. 
Harcerką została w 1914. Po ukończeniu seminarium nauczycielskiego w Tarnowie uczyła najpierw w zaborze rosyjskim, a w 1922 wraz z innymi nauczycielami na apel władz wyjechała na Śląsk, gdzie rozpoczęła pracę w Szkole Powszechnej nr 1 w Szopienicach – Roździeniu. Zaangażowała się także w działalność patriotyczną. W 1932 przejęła 3 Drużynę Harcerek w Szopienicach, a następnie w tej samej miejscowości założyła drużynę im. Emilii Plater. W latach 1936–1938 pełniła funkcję hufcowej Hufca Harcerek w Szopienicach, a następnie (1938−1939) – kierowniczki Wydziału Gospodarczego Komendy Śląskiej Chorągwi Harcerek w Katowicach.
Wybuch II wojny światowej zastał ją na zlocie harcerskim. Nie wróciła wówczas na Śląsk, a wyjechała do Tarnowa, gdzie prowadziła działalność konspiracyjną. Wspólnie ze swym starszym bratem, Marianem Kantorem-Mirskim (także nauczycielem), rozprowadzała pismo konspiracyjne „Polska żyje”. Trafiła za to na listę osób poszukiwanych przez gestapo. W dalszym jednak ciągu w ukryciu organizowała działalność pomocową i patriotyczną. 9 listopada 1940 została aresztowana przez gestapo i osadzona w więzieniu w Tarnowie, skąd po 9 miesiącach przewieziono ją do obozu koncentracyjnego dla kobiet w Ravensbrück (brat trafił do obozu Auschwitz, gdzie zginął). Tam, wraz z dwiema innymi harcmistrzyniami, Zofią Jańczy i Marią Rydarowską, założyła konspiracyjną drużynę harcerek „Mury”, której hasłem było „Trwaj i pomóż innym przetrwać”. 28 kwietnia 1945 dzięki pertraktacjom szwedzkiego Czerwonego Krzyża została wraz z wieloma innymi więźniarkami przewieziona na leczenie do Szwecji. Po powrocie do Polski w listopadzie 1945 powróciła do pracy nauczycielskiej w Szopienicach oraz do działalności harcerskiej. Od 1970, będąc na emeryturze, organizowała zjazdy byłych członkiń „Murów”. Organizowała pielgrzymki do sanktuariów maryjnych. Była gorącą patriotką i katoliczką, a jej działalność była nie w smak komunistycznym władzom. W 1970 w Chorzowie odbył się pierwszy zjazd uczestniczek drużyny „Mury”.
Zmarła 25 września 1990 i pochowana została na cmentarzu w Katowicach – Szopienicach. W miejscowym kościele św. Jadwigi poświęcono jej pamiątkową tablicę. Jest także patronką jednej z ulic oraz Szkoły Podstawowej nr 42 w Katowicach – Szopienicach. Jej koleżanki, więźniarki złożyły też prośbę do władz kościelnych o uznanie jej za błogosławioną.
W latach 90. w Katowicach Dąbrówce Małej została założona drużyna harcerska imienia p. Józefy Kantor, która obrała nazwę „Mury”.

## Odznaczenia
- Złoty Krzyż Zasługi (1957)
- Krzyż Kawalerski Orderu Odrodzenia Polski (1968)
- Krzyż „Za Zasługi dla ZHP” (1971)
- Pro Ecclesia et Pontifice